# Стрехая
Стрехая (рум. Strehaia) — місто у повіті Мехедінць в Румунії. Адміністративно місту підпорядковані такі села (дані про населення за 2002 рік):
- Команда (1395 осіб)
- Лунка-Банулуй (495 осіб)
- Менць (116 осіб)
- Мотрулень (214 осіб)
- Слетініку-Маре (314 осіб)
- Слетініку-Мік (122 особи)
- Стенчешть (249 осіб)
- Хурдучешть (283 особи)
- Чокіуца (1097 осіб)

Місто розташоване на відстані 230 км на захід від Бухареста, 42 км на схід від Дробета-Турну-Северина, 59 км на північний захід від Крайови.

## Населення
За даними перепису населення 2002 року у місті проживали 11 846 осіб.
Національний склад населення міста:
| Національність | Кількість осіб | Відсоток |
| -------------- | -------------- | -------- |
| румуни         | 10560          | 89,1%    |
| цигани         | 1279           | 10,8%    |
| угорці         | 4              | < 0,1%   |
| німці          | 2              | < 0,1%   |
| італійці       | 1              | < 0,1%   |

Рідною мовою назвали:
| Мова       | Кількість осіб | Відсоток |
| ---------- | -------------- | -------- |
| румунська  | 10926          | 92,2%    |
| циганська  | 916            | 7,7%     |
| німецька   | 2              | < 0,1%   |
| угорська   | 1              | < 0,1%   |
| італійська | 1              | < 0,1%   |

Склад населення міста за віросповіданням:
| Релігія        | Кількість осіб | Відсоток |
| -------------- | -------------- | -------- |
| православні    | 11771          | 99,4%    |
| п'ятдесятники  | 45             | 0,4%     |
| баптисти       | 18             | 0,2%     |
| римо-католики  | 8              | 0,1%     |
| греко-католики | 2              | < 0,1%   |
| реформати      | 1              | < 0,1%   |

## Зовнішні посилання
- Дані про місто Стрехая на сайті Ghidul Primăriilor [Архівовано 15 червня 2009 у Wayback Machine.]